# Vườn quốc gia Yugyd Va
Vườn quốc gia Yugyd Va (Komi, Nga: Югыд ва) là một vườn quốc gia ở Cộng hòa Komi, một nước cộng hòa thành viên của Liên bang Nga, nằm ở phía đông bắc châu Âu. Nó là của vườn quốc gia lớn nhất tại Nga cho đến năm 2013, khi vườn quốc gia Beringia được thành lập để bảo vệ khu vực tự nhiên của cầu đất Beringia. Nhưnng do Yugyd Va vẫn nằm bên phần lãnh thổ châu Âu nên nó vẫn là vườn quốc gia lớn nhất châu Âu ngoài Greenland.

## Vị trí
Vườn quốc gia Yugyd Va bao gồm diện tích 18.917 km vuông (7.304 mẫu Anh) nằm ở phía bắc dãy núi Ural, gần với chân đồi và vùng đồng bằng. Toàn bộ vườn quốc gia nằm trong lưu vực sông Pechora, tức là nằm ở khu vực phía tây của ranh giới phân chia lục địa Á-Âu, điều này có nghĩa là về địa lý thì nó nằm hoàn toàn tại châu Âu.
Vườn quốc gia nằm ở phần phía đông nam của Cộng hòa Komi, trên lãnh thổ các huyện thị Vuktylsky, Intinsky và Pechorsky của nước cộng hòa. Trụ sở của vườn quốc gia là ở thị trấn Vuktyl, văn phòng chi nhánh hoạt động tại Pechora và Inta.
Ở phía Nam, nó tiếp giáp với Khu bảo tồn thiên nhiên Pechora-Ilych, một khu vực có tuổi đời lâu hơn vườn quốc gia.

## Lịch sử
Vườn quốc gia được thành lập bởi chính phủ Nga vào ngày 23 tháng 4 năm 1994, với mục tiêu bảo vệ và sử dụng hiệu quả khu vực rừng taiga nguyên sinh phía Bắc Urals.
Năm 1995, khu vực diện tích rừng bao gồm Vườn quốc gia Yugud Va và Khu bảo tồn thiên nhiên Pechora-Ilych đã được công nhận bởi UNESCO như một di sản thế giới vào năm 1995, với tên gọi Rừng nguyên sinh Komi.

## Động thực vật
Hơn một nửa diện tích của vườn quốc gia bao phủ bởi rừng taiga, phần còn lại chủ yếu là lãnh nguyên ở độ cao cao hơn. Ngoài ra còn có khoảng 20 km ² là đồng cỏ, núi cao và các thung lũng sông.
Khoảng 180 loài chim sống tại đây, một số trong số đó là những loài quý hiếm. Hai mươi loài cá được biết là sống ở các con sông và hồ nước của vườn quốc gia. Năm loài lưỡng cư và một số loài bò sát cũng là những loài có mặt tại vườn quốc gia.
Trong số các động vật có vú phổ biến tại vườn quốc gia bao gồm có thỏ tuyết, sóc bay, tuần lộc, rái cá, nai sừng tấm, chó sói, cáo, chồn sói, chồn ermine, chồn thông châu Âu, gấu, cáo Bắc cực.

## Du lịch
Hoạt động giải trí trong vườn quốc gia bao gồm có đi bè, chèo thuyền trên sông, đi bộ đường dài trong mùa hè, trượt tuyết vào mùa đông. Việc săn bắn bị hạn chế và phải có giấy phép trước đó vài tháng.
Do vị trí khá xa các thành phố lớn, nên số lượng khách du lịch tới đây vẫn còn khá ít. Theo cơ quan quản lý, vườn quốc gia hiện đang đón khoảng 4.000 khách du lịch mỗi năm, ít hơn nhiều so với tiềm năng của nó. Việc quản lý đã quan tâm đến chi phí sử dụng các hoạt động (khoảng 2,4 triệu rúp, tương đương 100.000 USD/ năm) không bao gồm vé tham quan (khoảng 5 triệu rúp, tương đương 200.000 USD/ năm).